# Lionel Kochan
Lionel Edmond Kochan (20 de agosto de 1922 - 25 de setembro de 2005) foi um historiador, jornalista e editor britânico. Ele é mais conhecido por seu trabalho em história judaica, tendo se tornado um historiador acadêmico em seus 30 anos e anteriormente especializado em história européia.

## Antecedentes
Kochan era um estudante de doutorado de Sir Charles Webster. Antes de ingressar na academia, trabalhou como editor e jornalista.

## Carreira
Seu primeiro cargo acadêmico foi como professor de história europeia na Universidade de Edimburgo de 1959 a 1964. Ele então se mudou para a Universidade de East Anglia, onde foi leitor de história europeia de 1965 a 1969. Ele foi Bearsted Reader em História Judaica na Universidade de Warwick de 1969 até sua aposentadoria em 1987. 
Kochan nasceu em Londres em uma família judia secular. Sua escrita acadêmica tornou-se cada vez mais preocupada com a história judaica. Na década de 1970 em diante, ele se envolveu mais em sua herança judaica.

## Obras selecionadas
- Acton on History (1954)
- Russia and the Weimar Republic (1954)
- Pogrom: 10 November 1938 (1957)
- The Making of Modern Russia (1962)
- The Struggle for Germany 1914–45 (1963)
- Russia in Revolution 1890–1918 (1966)
- The Jews in Soviet Russia since 1917 (1970) editor
- The Russian Revolution (1970)
- The Jewish Family Album: The Life of a People in Photographs (1974) editor com Miriam Kochan
- The Jew and His History (1977)
- The Scapegoats: the Exodus of the Remnants of Polish Jewry (1979) com Josef Banas
- Jews, Idols and Messiahs: The Challenge from History (1990)
- The Jewish Renaissance and Some of Its Discontents (1992)
- Beyond the Graven Image: A Jewish View (1997)
- The Making of Western Jewry, 1600–1819 (2004)